# 拉特尼夫
50°40′3″N 25°10′58″E / 50.66750°N 25.18278°E
拉特尼夫（烏克蘭語：Ратнів），是烏克蘭的村落，位於該國西部沃倫州，由盧茨克區負責管轄，始建於1577年，面積2.17平方公里，海拔高度211米，2001年人口888，人口密度每平方公里409.22人。